# Vuelo 494 de Precision Air
El vuelo 494 de Precision Air (PW494) era un vuelo de pasajeros nacional tanzano de Precision Air programado desde el Aeropuerto Internacional Julius Nyerere en Dar es-Salam (Tanzania) hasta el aeropuerto de Bukoba en la ciudad de Bukoba. El 6 de noviembre de 2022 el ATR 42-500 que transportaba a 39 pasajeros y 4 miembros de la tripulación se estrelló en el lago Victoria mientras intentaba aterrizar en Bukoba con poca visibilidad y mal tiempo, matando al menos a 19 a bordo.

## Aeronave

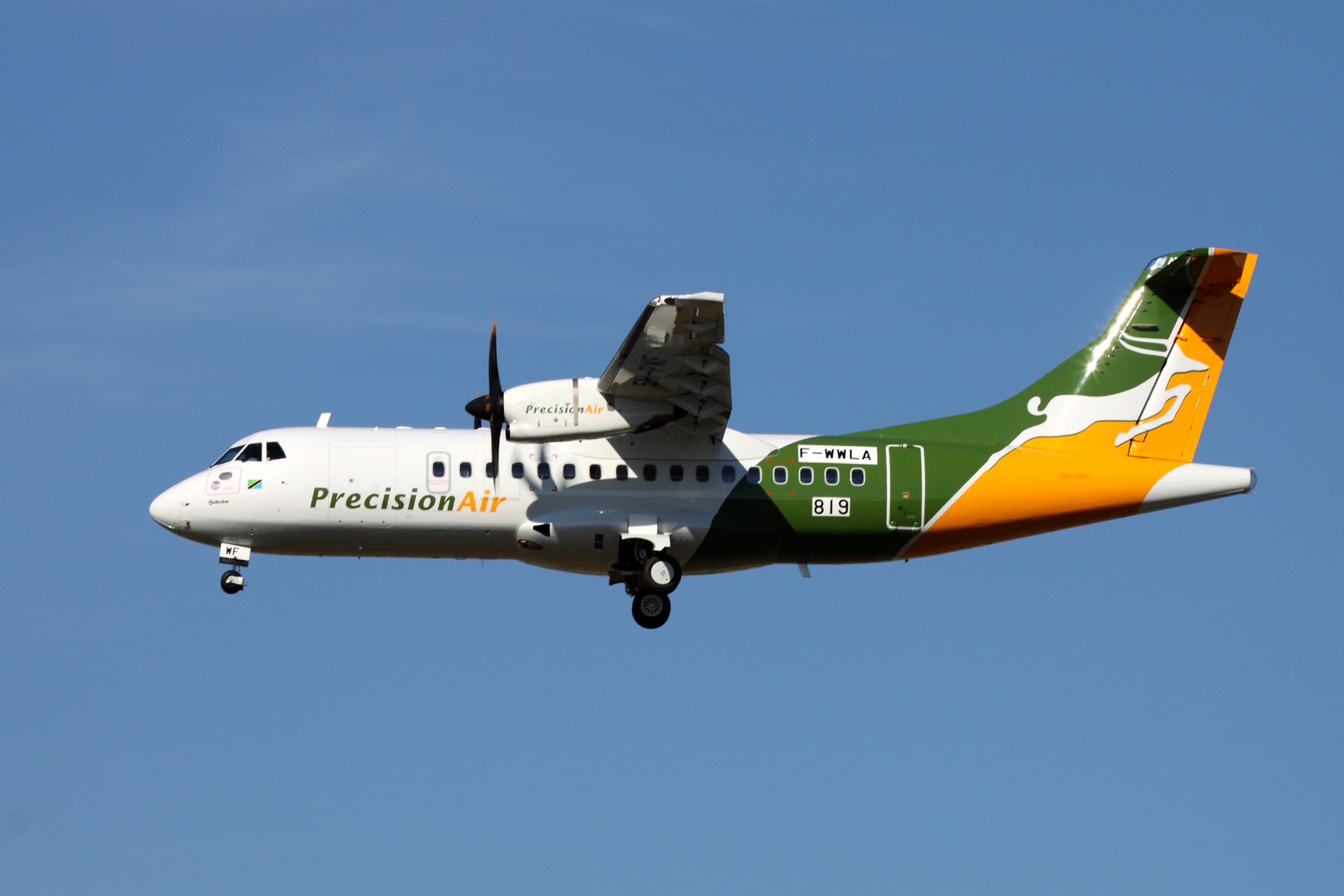
5H-PWF, la aeronave involucrada, vista en el aeropuerto de Toulouse-Blagnac en 2010, mientras aún usaba su registro de prueba, F-WWLA.

La aeronave implicada en el accidente era un ATR 42-500 de 12 años de antigüedad denominado "Bukoba", con número de serie 819, matriculado como 5H-PWF. Fue entregado a Precision Air en agosto de 2010. El avión estaba propulsado por dos motores turbohélice Pratt & Whitney Canada PW127.

## Accidente
El vuelo 494 despegó de Dar es-Salam alrededor de las 06:00 hora de África Oriental y estaba programado para aterrizar en Bukoba alrededor de las 08:30 después de una escala en Mwanza. Un sobreviviente declaró que los pilotos tuvieron que desviar la aeronave debido al deterioro del clima y que la aeronave tuvo que volar hacia la frontera entre Tanzania y Uganda antes de regresar a Bukoba. El pasajero afirmó además que durante su aproximación se encontraron con fuertes turbulencias después de que se les informara que aterrizarían en breve, y finalmente se encontraron en el lago con el avión comenzando a llenarse de agua.
El avión se estrelló en el lago Victoria a las 08:45, 500 metros (1600 pies) antes de la pista. Los sobrevivientes afirmaron que la parte delantera de la aeronave se llenó de inmediato con una gran cantidad de agua, lo que provocó el pánico dentro de la cabina. Luego, los asistentes de vuelo abrieron las salidas de emergencia y los pasajeros comenzaron a escapar del avión que se hundía. Fotos y videos que circulan en las redes sociales muestran el avión sumergido casi por completo, con solo la cola visible por encima de la línea de flotación. De las 43 personas a bordo, 19 habrían muerto.

## Rescate y recuperación
Tras el accidente, rescatistas y pescadores locales llegaron al lugar para intentar rescatar a los que seguían atrapados dentro de la aeronave. Según Albert Chalamila, el administrador jefe de la región de Kagera en Tanzania, los trabajadores de emergencia estaban en contacto con los pilotos en la cabina e intentaban acercar el avión a la orilla del lago Victoria usando cuerdas.

## Consecuencias
Después del accidente, el aeropuerto de destino del vuelo en Bukoba se cerró hasta nuevo aviso.
Tras el accidente, la presidenta de Tanzania, Samia Suluhu, tuiteó: “He recibido con tristeza la información del accidente del vuelo de Precision Air en el lago Victoria, en la región de Kagera, envío mis condolencias a todos los afectados por este incidente. Sigamos tranquilos mientras continúa la operación de rescate y oremos a Dios para que nos ayude”.